# Филиппов, Виктор Петрович (Герой Социалистического Труда)
Виктор Петрович Филиппов (14 октября 1927, Киев — 1995, Киев) — украинский советский деятель, оптик-механик Киевского завода «Арсенал», новатор производства. Герой Социалистического Труда (1961). Член Ревизионной Комиссии КПУ в 1961—1971 г. Кандидат в члены ЦК КПУ в 1971—1976 г.

## Биография
Родился в семье киевского рабочего.
С 1947 г. — сборщик-механик, слесарь, оптик-механик Киевского завода имени Ленина «Арсенал».
Член КПСС с 1957 года.
В 1961 году участвовал в подготовке технических работ до запуска космической ракеты с Юрием Гагариным на борту в космос. За это получил звание Героя Социалистического Труда закрытым указом Президиума Верховного Совета СССР.
Работал бригадиром бригады коммунистического труда цеха № 9 Киевского завода «Арсенал» имени Ленина.
Потом — на пенсии в городе Киеве.

## Награды
- Герой Социалистического Труда (17.06.1961)
- орден Ленина (17.06.1961)
- ордена
- медали